# Gare de Milan-Bruzzano Parco Nord
La gare de Milan-Bruzzano (en italien, Stazione di Milano Bruzzano) est une gare ferroviaire italienne de la ligne de Milan à Asso, située  à Bruzzano, quartier du nord de la ville de  Milan, capitale de la ville métropolitaine de Milan et de la région de Lombardie.

## Situation ferroviaire
Établie à environ 144 mètres d'altitude, la gare de Cormano-Brusuglio est située au point kilométrique (PK) 9 de la ligne de Milan à Asso, entre les gares de Milan-Affori et de Cormano-Brusuglio.

### Première gare

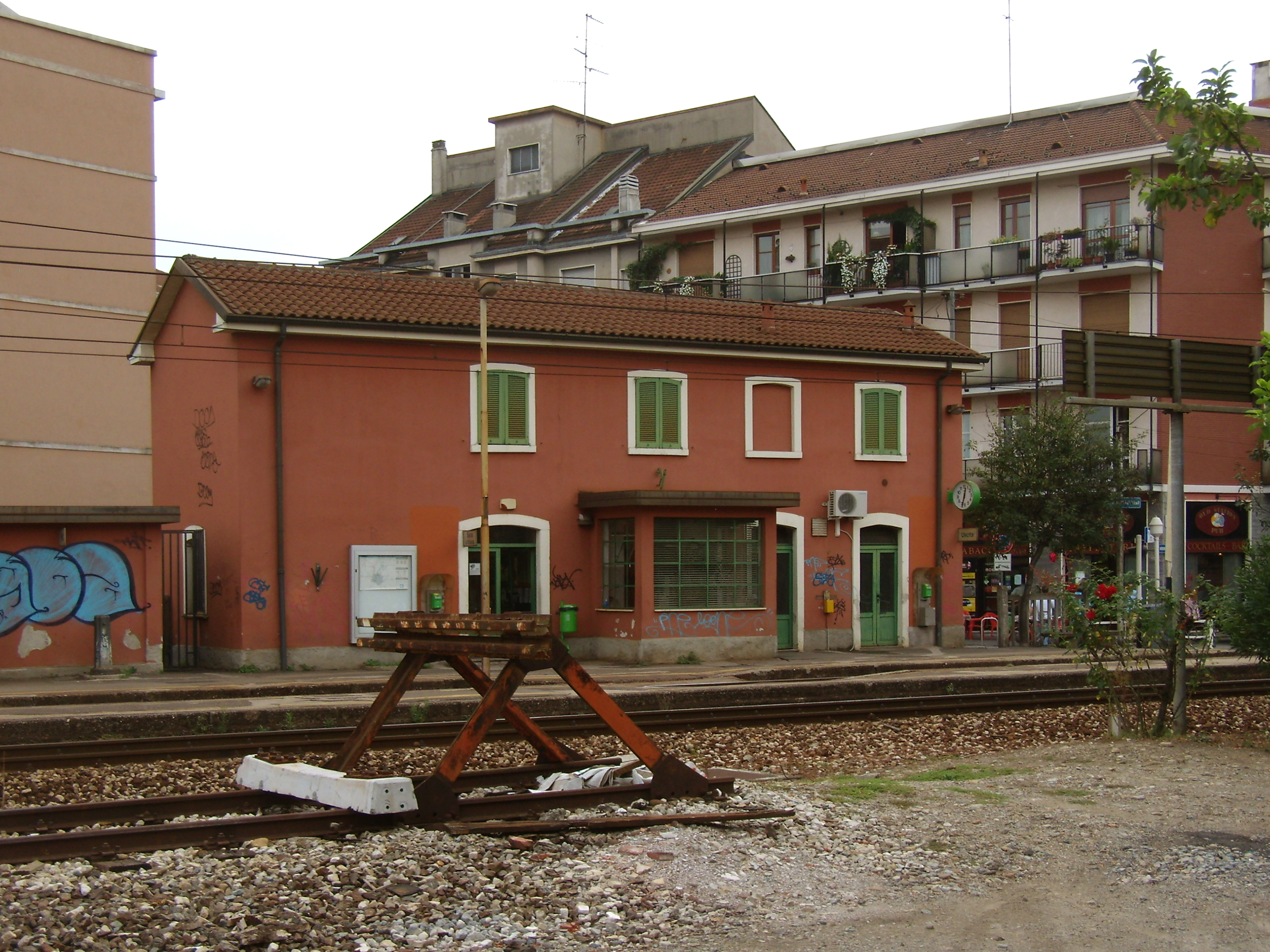
L'ancienne gare (2008).

## Service des voyageurs

### Accueil
Gare voyageurs LeNord, elle dispose d'un bâtiment voyageurs, avec guichet et automate pour l'achat de titres de transport.

### Desserte
Milan-Bruzzano est desservie par des trains de la ligne S2, Mariano-Comense - Milan-Rogoredo du Service ferroviaire suburbain de Milan et de la ligne S4.

### Intermodalité
Le stationnement à proximité immédiate est difficile.